# Mittenwald
Mittenwald (wym. MAF: [ˈmɪtn̩ˌvalt], posłuchajⓘ) – gmina targowa Niemczech, w kraju związkowym Bawaria, w rejencji Górna Bawaria, w regionie Oberland, w powiecie Garmisch-Partenkirchen. Leży między górami Wettersteingebirge a Karwendel, około 15 km na południowy wschód od Garmisch-Partenkirchen, nad Izarą, przy drodze B2 i linii kolejowej Monachium – Innsbruck.

## Demografia
Dane o ludności z 31 grudnia 2008:
| Opis                                | Ogółem | Ogółem | Kobiety | Kobiety | Mężczyźni | Mężczyźni |
| ----------------------------------- | ------ | ------ | ------- | ------- | --------- | --------- |
| Jednostka                           | osób   | %      | osób    | %       | osób      | %         |
| Populacja                           | 7570   | 100    | 3765    | 49,74   | 3805      | 50,26     |
| Wiek przedprodukcyjny (0–17 lat)    | 1078   | 14,24  | 507     | 6,7     | 571       | 7,54      |
| Wiek produkcyjny (18–65 lat)        | 4650   | 61,43  | 2191    | 28,94   | 2459      | 32,48     |
| Wiek poprodukcyjny (powyżej 65 lat) | 1842   | 24,33  | 1067    | 14,1    | 775       | 10,24     |

## Polityka
Wójtem gminy jest Adolf Hornsteiner z CSU, rada gminy składa się z 20 osób.
|      | CSU | SPD | VFW | MBU | BV | Razem |
| 2008 | 12  | 1   | 5   | -   | 2  | 20    |
| 2002 | 9   | 1   | 7   | 1   | 2  | 20    |

## Współpraca
Miejscowość partnerska:
- Szlezwik-Holsztyn: Wyk auf Föhr